# Tarazona y el Moncayo
Tarazona y el Moncayo es una comarca aragonesa (España) situada en el oeste de la provincia de Zaragoza. Es la segunda comarca aragonesa de menor extensión. Su capital es Tarazona.

## Municipios
Engloba a 16 municipios: Alcalá de Moncayo, Añón de Moncayo, El Buste, Los Fayos, Grisel, Litago, Lituénigo, Malón, Novallas, San Martín de la Virgen de Moncayo, Santa Cruz de Moncayo, Tarazona, Torrellas, Trasmoz, Vera de Moncayo y Vierlas.

## Geografía
Está situada en el extremo occidental de la provincia de Zaragoza, haciendo frontera con las provincias de Navarra, Soria y La Rioja, y al sur y al este respectivamente con las comarcas aragonesas de Aranda y del Campo de Borja.
Su territorio se asienta en la cara norte del sistema Ibérico en la cuenca del río Queiles
Parte de su territorio está ocupado por el Parque natural del Moncayo.

### Parque natural del Moncayo

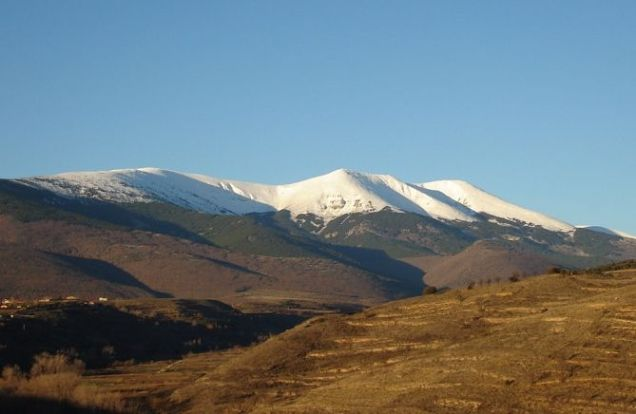
El Moncayo.

Se localiza en la provincia de Zaragoza (Aragón, España), en su límite con la provincia de Soria, ocupando parte de las comarcas de Aranda, Campo de Borja y Tarazona y el Moncayo. Se asienta en las laderas del monte Moncayo, el pico más elevado del sistema Ibérico, concretamente en su vertiente norte, más fría y húmeda. Se distribuye entre los términos municipales de Añón, Calcena, Litago, Lituénigo, Purujosa, San Martín de la Virgen de Moncayo, Talamantes, Tarazona y Trasmoz.
Tiene una extensión de 11 144 ha. La altitud oscila entre los 600 m s. n. m. del río Huecha y los 2 315 m s. n. m. en la cumbre del Moncayo.
Se creó el 27 de octubre de 1978 como Parque Natural de la Dehesa del Moncayo, cambiando a su denominación actual el 31 de marzo de 1998.
Cuenta con otras figuras de protección como LIC y ZEPA.

## Historia

### La comarca como institución
La ley de creación de la comarca es la 14/2001 del 2 de julio de 2001. Se constituyó el 24 de octubre de 2001. Las competencias le fueron traspasadas el 1 de marzo de 2002.

## Patrimonio natural y artístico
Su principal patrimonio natural y turístico es el Moncayo, sierra cuya principal cumbre alcanza la altitud de 2316 m s. n. m., siendo el techo del sistema ibérico. Su entorno, declarado parque natural en su vertiente aragonesa, posee una gran biodiversidad, con más de 1500 especies vegetales, algunas de ellas prácticamente endémicas de esta sierra.
Entre su patrimonio artístico destaca el casco histórico medieval de la ciudad de Tarazona y, en especial, la catedral mudéjar de Santa María de la Huerta el palacio episcopal, y la fachada de la casa consistorial. 
Cabe destacar también el castillo de Trasmoz, que data de la reconquista cristiana de la comarca en el siglo XII, y el monasterio de Veruela, uno de los tres grandes monasterios cistercienses aragoneses y que está ubicado dentro del término municipal de Vera de Moncayo.
Gustavo Adolfo Bécquer y su hermano Valeriano Bécquer usaron Veruela y el Moncayo a menudo como inspiración y contexto para sus obras y artículos. Entre las personas ilustres nacidas en la comarca, destacan los actores del siglo XX Paco Martínez Soria y Raquel Meller.

## Territorio y Población
| #  | Municipio                          | Población (2024) |
| -- | ---------------------------------- | ---------------- |
| 01 | Tarazona                           | 10.803           |
| 02 | Novallas                           | 859              |
| 03 | Malón                              | 442              |
| 04 | Vera de Moncayo                    | 315              |
| 05 | San Martín de la Virgen de Moncayo | 274              |
| 06 | Torrellas                          | 231              |
| 07 | Añón de Moncayo                    | 216              |
| 08 | Litago                             | 192              |
| 09 | Alcalá de Moncayo                  | 153              |
| 10 | Los Fayos                          | 133              |
| 11 | Santa Cruz de Moncayo              | 124              |
| 12 | Lituénigo                          | 124              |
| 13 | Grisel                             | 96               |
| 14 | Vierlas                            | 90               |
| 15 | Trasmoz                            | 83               |
| 16 | El Buste                           | 59               |

| Municipio                          | Extensión (km²) | % del total | Habitantes (2018) | Habitantes (2019) | Crecimiento | Alcalde (2019)                  | Altitud (metros) | Pedanías                                     |
| ---------------------------------- | --------------- | ----------- | ----------------- | ----------------- | ----------- | ------------------------------- | ---------------- | -------------------------------------------- |
| Alcalá de Moncayo                  | 13,8            | 3,05        | 144               | 143               | -           | Macario Melero Melero           | 781              |                                              |
| Añón de Moncayo                    | 64,33           | 14,22       | 213               | 212               | -           | Víctor Peralta Pérez            | 836              |                                              |
| El Buste                           | 7,73            | 1,71        | 72                | 66                | -           | José Ángel Villalba Ruiz        | 750              |                                              |
| Los Fayos                          | 3,88            | 0,86        | 141               | 139               | -           | Rocío Borrozpe Ariza            | 567              |                                              |
| Grisel                             | 14,51           | 3,21        | 67                | 74                | +           | Javier Martínez Durán           | 625              |                                              |
| Litago                             | 15,30           | 3,38        | 166               | 161               | -           | Rafel Ávila Peña                | 781              |                                              |
| Lituénigo                          | 11,38           | 2,51        | 127               | 120               | -           | Alberto Negredo Hernández       | 756              |                                              |
| Malón                              | 5,66            | 1,25        | 323               | 356               | +           | Ana Carmen Calavia Lahera       | 430              |                                              |
| Novallas                           | 11,30           | 2,50        | 850               | 830               | -           | Honorio Jesús Fernández Cornago | 427              |                                              |
| San Martín de la Virgen de Moncayo | 5,48            | 1,21        | 277               | 277               | =           | Jacob Ramírez Mora              | 813              |                                              |
| Santa Cruz de Moncayo              | 4,02            | 0,90        | 125               | 130               | +           | Alberto Val Dúcar               | 629              |                                              |
| Tarazona                           | 244,18          | 53,97       | 10509             | 10553             | +           | Luis José Arrechea Silvestre    | 475              | Cunchillos, Torres de Montecierzo, Tortoles. |
| Torrellas                          | 2,50            | 0,55        | 250               | 250               | =           | Pilar Pérez Lapuente            | 570              |                                              |
| Trasmoz                            | 18,10           | 4,00        | 89                | 86                | -           | Jesús Daniel Andía Bernia       | 765              |                                              |
| Vera de Moncayo                    | 27,52           | 6,08        | 360               | 338               | -           | Marta Azagra Marco              | 631              | Veruela.                                     |
| Vierlas                            | 2,71            | 0,60        | 74                | 77                | +           | Pedro José Resano Lahera        | 456              |                                              |
|                                    |                 |             | 13787             | 13812             | (+0.18%)    |                                 |                  |                                              |

## Política
| Cargo                                                            | Nombre                          | Ayuntamiento                             | Partido Político |  |
| ---------------------------------------------------------------- | ------------------------------- | ---------------------------------------- | ---------------- |  |
| Presidente                                                       | Alberto Val Dúcar               | Alcalde de Santa Cruz de Moncayo         | PP               |  |
| Vicepresidente 1.ª Consejero de Acción Social                    | Arturo Villalba Lahuerta        | Concejal de Vera de Moncayo              | Cs               |  |
| Vicepresidente 2.º Consejero de Residuos Urbanos                 | Pedro José Resano Lahera        | Alcalde de Vierlas                       | PP               |  |
| Vicepresidente 3.º Consejero de Turismo y Medios de Comunicación | Jacob Ramírez Mora              | Alcalde de San Martín Virgen del Moncayo | PP               |  |
| Consejero de Protección Civil e Incendios                        | Alberto Negredo Hernández       | Alcalde de Lituénigo                     | PP               |  |
| Consejera de Juventud                                            | Clara García Pellicer           | Concejala de Lituenigo                   | PP               |  |
| Consejero de Personal                                            | José Ignacio Magaña Sánchez     | Concejal de Malón                        | PP               |  |
| Consejero de Cultura                                             | Eric Gil Vela                   | Concejal de Los Fayos                    | PP               |  |
| Consejero de Medio Ambiente                                      | Jesús Daniel Andia Bernia       | Alcalde de Trasmoz                       | PP               |  |
| Consejero de Tradiciones Populares e Identidad Comarcal          | Eloy Valero Asensio             | Concejal de novallas                     | PP               |  |
| Consejero de Nuevas Tecnologías y Presidencia                    | José Ángel Villalba Ruiz        | Alcalde de El Buste                      | PP               |  |
| Consejero de deportes                                            | Pablo Escribano Martínez        | Concejales de Tarazona                   | PP               |  |
| Consejera de Participación Ciudadana y Vía Verde del Tarazonica  | Ana Calvo Alejandre             | Concejales de Tarazona                   | PP               |  |
| Consejeros                                                       | Antonio Lorente Gracia          | Concejales de Tarazona                   | Tarazona Plural  |  |
| Consejeros                                                       | Mª Carmen Latorre Velilla       | Concejales de Tarazona                   | PSOE             |  |
| Consejeros                                                       | Miriam Ferrer Calvo             | Concejales de Tarazona                   | PSOE             |  |
| Consejeros                                                       | Ricardo Calvo Pérez             | Concejales de Tarazona                   | PSOE             |  |
| Consejeros                                                       | Ana Carmen Calavia Lahera       | Alcaldesa de Malón                       | PSOE             |  |
| Consejeros                                                       | Marta Azagra Marco              | Alcaldesa de Vera de Moncayo             | PSOE             |  |
| Consejeros                                                       | Mª Pilar Pérez Lapuente         | Alcaldesa de Torrellas                   | PSOE             |  |
| Consejeros                                                       | Honorio Jesús Fernández Cornago | Alcalde de Novallas                      | PSOE             |  |
| Consejeros                                                       | Rafael Ávila Peña               | Alcalde de Litago                        | PSOE             |  |
| Consejeros                                                       | Rocío Borrozpe Ariza            | Alcaldesa de Los Fayos                   | PSOE             |  |
| Consejeros                                                       | Silvia Pérrez Tris              | Concejala de Novallas                    | PSOE             |  |
| Consejeros                                                       | Zaloa Lekumberri Ugarteburu     | Concejala de Alcala de Moncayo           | PSOE             |  |

| Elecciones 2015 |       |         |         |            |
| Partido         | Votos | % Votos | Electos | Consejeros |
| PP              | 4.165 | 51,34 % | 49      | 14         |
| PSOE            | 2.087 | 25,72 % | 32      | 7          |
| Tarazona Plural | 1.106 | 13,63 % | 3       | 3          |
| C's             | 418   | 5,15 %  | 2       | 1          |
| PAR             | 269   | 3,32 %  | 9       | 0          |
| CHA             | 51    | 0,63 %  | 1       | 0          |
| IU              | 9     | 0,11 %  | 0       | 0          |
| CCA             | 8     | 0,10 %  | 0       | 0          |
| Total           | 8.113 | 100%    | 96      | 25         |